# Averrhoa bilimbi
Il bilimbi (Averrhoa bilimbi L. 1753) è un albero della famiglia delle Oxalidaceae. Originario delle Molucche, è coltivato o trovato semi-selvatico in tutta l'Indonesia, le Filippine, lo Sri Lanka, il Bangladesh e la Birmania. È comune trovarlo in altri paesi del sud-est asiatico e in India, dove si trova nei giardini o allo stato selvatico nelle regioni più calde. Al di fuori dell'Asia, è anche coltivato in Zanzibar e in Giamaica, dove fu introdotto nel 1793 dall'isola di Timor, da cui si diffuse in Centro America e Sud America. Fu introdotto anche in Australia alla fine del secolo XIX.

## Descrizione

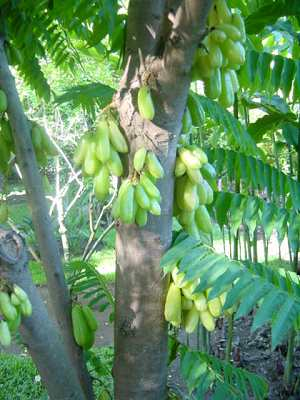
Frutta appesa all'albero.

È un albero tropicale, meno resistente al freddo rispetto alla carambola, che cresce meglio in terreni ricchi e ben drenati. Preferisce una pioggia regolare durante tutto l'anno ma con 2 o 3 mesi secchi, quindi per questo non si trova nella parte più piovosa della Malesia.
È un albero che vive molto a lungo, raggiungendo tra i 5 e i 10 m di altezza, il tronco è corto e ramificato. Le foglie sono lunghe 30–60 cm, alterne, imparipennate con un numero di foglioline che vanno da 11 a 37 e di forma ovata o oblunga.
I fiori, che crescono in una pannocchia direttamente attaccata al tronco o ai rami più antichi e robusti, sono piccoli, profumati, con cinque petali. Di solito sono di colore viola.
Il frutto è lungo da 4 a 10 cm, e può essere elicoidale, ovoidale o quasi cilindrico e con cinque facce, come il frutto della carambola, ma in modo molto meno marcato. È di color verde chiaro brillante, leggermente traslucido e diventa giallastro quando matura. La buccia del frutto è molto sottile e la polpa molto acida, contiene 6 o 7 piccoli semi a forma di disco appiattito.

## Gastronomia

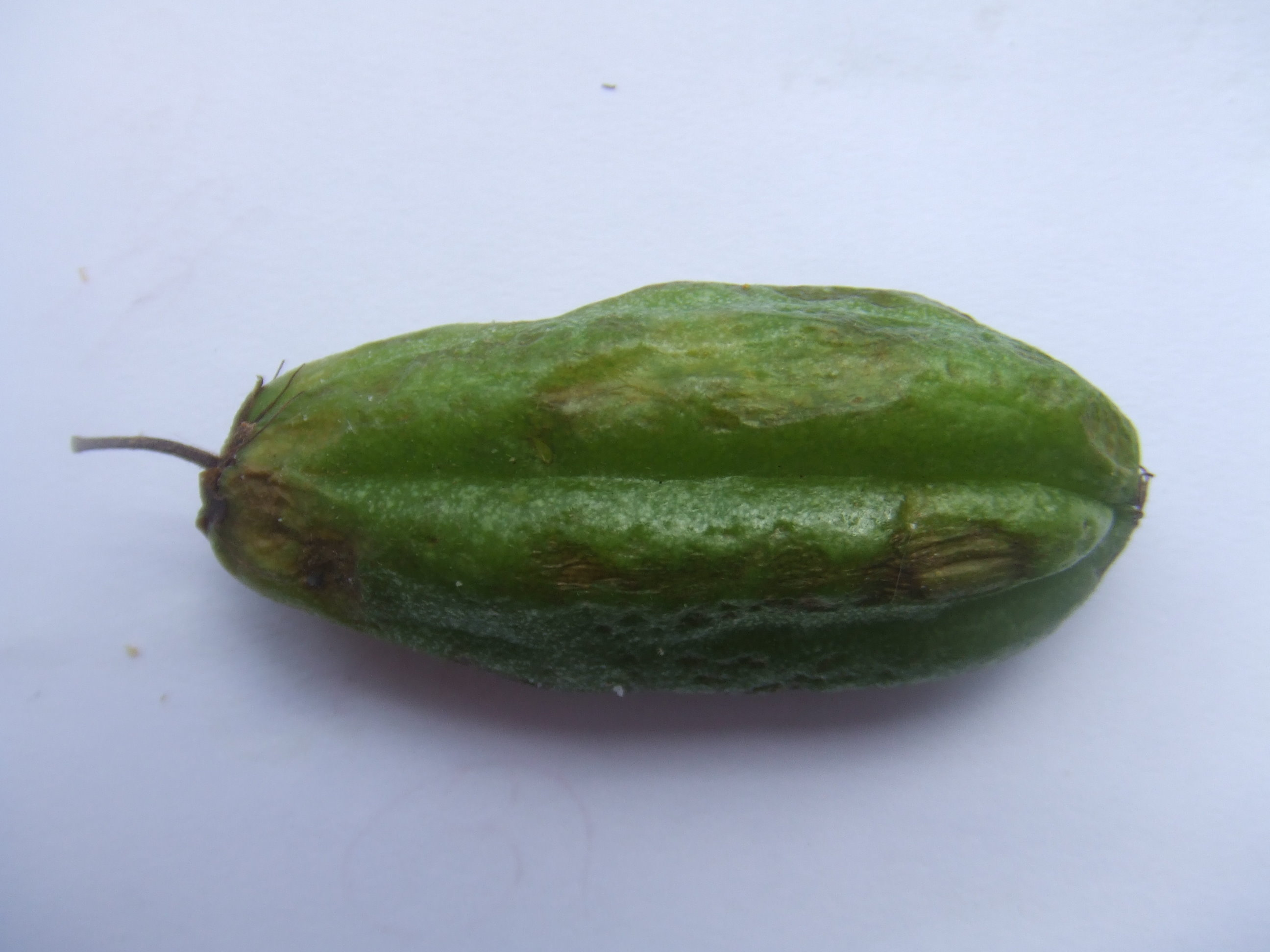
Frutto del bilimbi

Il frutto del bilimbi si mangia crudo, cotto o sottaceto. Può essere utilizzato per fare succhi, accompagnare piatti o come condimento. Nelle Filippine si mangia crudo, con sale. È usato come ingrediente nella cucina di molti paesi dell'Asia tropicale dove è usato per aromatizzare piatti come curry o il sinigang. Il sapore intensamente acido lo rende a volte un sostituto per la polpa di tamarindo.
In Costa Rica il bilimbi in umido si mangia con riso e fagioli. Nella cucina di Aceh si usa fresco oppure secco.